# Bromuro de tionilo
El bromuro de tionilo es un compuesto químico de fórmula SOBr2. Es menos estable y menos utilizado que su análogo el cloruro de tionilo. 
Se prepara por la acción de bromuro de hidrógeno (HBr) sobre el cloruro de tionilo, una reacción característica, donde se convierte en un ácido fuerte a un ácido más débil:
{\displaystyle \mathrm {SOCl_{2}\ +\ 2\ HBr\longrightarrow \ SOBr_{2}\ +\ 2\ HCl} }
El bromuro de tionilo se utiliza para algunos bromaciones de ciertos α,β-carbonilos insaturados, y también convierte alcoholes a bromuros de alquilo. De lo contrario, se hidroliza fácilmente para liberar dióxido de azufre:
{\displaystyle \mathrm {SOBr_{2}\ +\ H_{2}O\longrightarrow \ SO_{2}\ +\ 2\ HBr} }
Posee una geometría piramidal trigonal siendo el azufre el átomo central

## Seguridad
El SOBr2 se hidroliza fácilmente para liberar el peligroso HBr. También reacciona con acetona para dar un peligroso gas lacrimógeno.